# Izumo no Okuni
Izumo no Okuni (出雲の阿国?) (¿1572?-¿?) fue la creadora del teatro kabuki. Se piensa que ella fue una miko en el Gran Santuario de Izumo y que comenzó a realizar este nuevo estilo compuesto de danza, canto y actuación en el cauce seco de un río en Kioto.

## Historia

### Primeros años
Okuni creció en las cercanías del Santuario de Izumo, donde su padre trabajaba como herrero, sirviendo al santuario al igual que otros miembros de la familia. Ocasionalmente, Okuni participaba como una miko, donde ella era conocida por sus habilidades en la danza, en la actuación y por su belleza. Como era costumbre de la época enviar sacerdotisas miko a cambio de contribuciones para el santuario, al igual que otros sacerdotes, Izumo fue enviada a Kioto para realizar danzas y cantos sagrados.
Durante sus actuaciones en Kioto se hizo conocida por sus interpretaciones de nembutsu odori (o danza nembutsu) en honor del Buda Amida. A pesar de que esta danza tiene sus orígenes en Kuya, un monje budista de la Tierra Pura del siglo X, en la época de Okuni se había convertido en una danza folklórica, secular, y su adaptación particular, tendía a ser muy subida de tono. Otros temas populares en las actuaciones de Okuni incluían parodias humorísticas sobre citas de amantes en diversos establecimientos públicos y las reuniones entre los hombres y las prostitutas. Entre estos y otros bailes y actuaciones, ganó mucha atención y comenzó a reunir a grandes multitudes dondequiera que ella actuara. En algún momento, fue convocada para volver al santuario, una llamada que ella ignoró, aunque continuó enviando dinero.

### Fundación del kabuki
Alrededor de 1603, Okuni comienza a actuar en la orilla seca del río Shijōgawara (Fourth Street Dry Riverbed) del río Kamo y el Santuario de Kitano. Recogiendo a mujeres marginadas e inadaptadas de la región, particularmente las relacionadas con la prostitución, Okuni las dirigió, las enseñó a actuar, bailar y cantar, dotándolas de las habilidades necesarias para formar su propia compañía. Muchas teorías existen sobre la etimología de la palabra kabuki una de ellas dice que deriva de los términos: "extrañamente vestido" y "arrogante en la calle", o que se habría denominado kabukimono (de kabuku "apoyarse en una determinada dirección", y mono, "gente"). Otro posible origen es katamuki que significa "inclinado" o "fuertemente inclinado". En cualquier caso, las etiquetas dadas a la compañía de espectáculos kabuki de Okuni se deben todas a su excentricidad y audacia social. Las primeras representaciones de kabuki eran bailes y canciones sin un tema importante, a menudo con fuertes voces cacofónicas, pero igualmente elogiadas como coloridas y bellas.
La compañía de Okuni estaba compuesta exclusivamente de mujeres. Cuando era necesario interpretar el papel de un hombre, Izumo se disfrazaba, por ejemplo como samurái, cristiano o monje.[cita requerida] Como su espectáculo ganó mucha fama, la gente empezó a imitar su estilo, particularmente en burdeles, los cuales ofrecían variados espectáculos para divertir a los clientes ricos, así como para obtener beneficio sobre la  prostitutas sobre la base de las negociaciones fruto de la calidad y habilidades de canto.
Este nuevo estilo de compañías exclusivamente femenino llegó a ser conocido por los nombres de los suplentes shibai, onnakabuki, (de onna, palabra japonesa para "mujer" o "niña") y Okuni kabuki.

### Últimos años

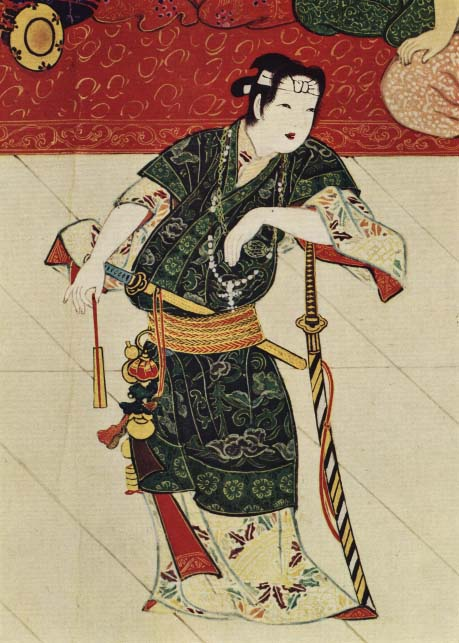
Un kabukimono portando una katana y un crucifijo.

Ujisato Sanzaburō, era un hombre que financió a Okuni tanto económica como artísticamente, esto permitió que el kabuki evolucionara hacía un estilo más dramático. A un nivel más personal, se dice que Sanzaburō pudo ser amante de Okuni, pero no se casó nunca. Después de la muerte de Sanzaburō Okuni continuó su trabajo, haciendo converger el drama con la música y la danza. Su fama y la de su compañía de kabuki se propagaron por todo Japón.
Okuni se retira alrededor del año 1610 para acabar desapareciendo con el tiempo de la vida pública. En 1629, debido a protestas públicas relacionadas con la moral de las menores, el shogun Tokugawa Ieyasu prohíbe a las mujeres realizar kabuki. Rápidamente fueron reemplazadas por jóvenes actores de sexo masculino, los cuales fueron también retirados rápidamente por problemas de prostitución y corrupción de la moral, solo permitiendo actuar a hombres mayores, lo que se ha convertido en práctica oficial y ha llegado hasta nuestros días.
Existen varias teorías sobre el año en que murió Okuni, pero ninguna contrastada, se habla de 1613, 1640 o 1658. 
En noviembre del año 2002, se erigió una estatua en su honor conmemorando los 400 años del kabuki. Está ubicada en la Calle Kawabata al norte de Shijō Ōhashi, cerca de la orilla del río Kamo en Kioto.

## Impacto cultural
Además de fundar el kabuki, Okuni contribuyó al teatro en general. 